# Velký Valtinov
Velký Valtinov é uma comuna checa localizada na região de Liberec, distrito de Česká Lípa‎.